# Хостмайстер
«Хостмайстер», ТзОВ — українське підприємство, що надає послуги з адміністрування і технічного супроводу домену .ua і публічних доменів у ньому.

## Історія
1992 року керівник IANA Джонатан Постел делегував повноваження з адміністрування домену .ua українському фахівцеві Олегу Волощуку, через два роки Олег передав ці повноваження Дмитру Кохманюку та Ігорю Свиридову. До 2001 року домен розвивали ентузіасти, які в інтересах українського Інтернет-співтовариства об'єдналися в українську групу координації мережі (UA NCG).
2004 року Хостмайстер було визнано монополістом на ринку адміністрування доменних послуг .ua (зі стовідсотковою часткою) та оштрафовано за зловживання монопольним становищем.

## Місія
Супровід національного домену верхнього рівня .ua відповідно до законодавства України й технічних вимог до адміністратора ccTLD (установлені RFC і рекомендаціями IANA/ICANN).